# الظاهرة (محافظة)

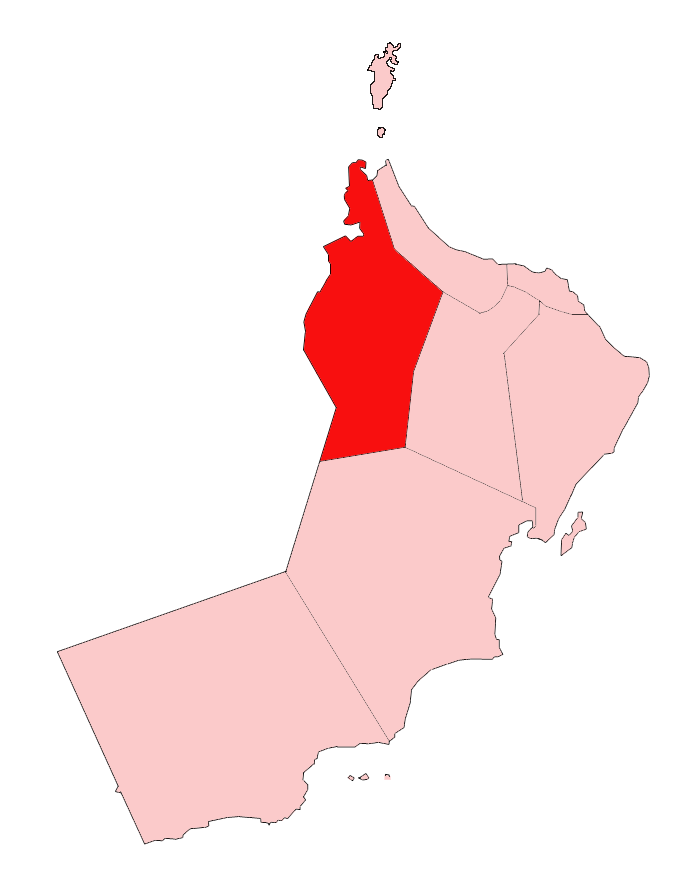
موقع محافظة الظاهرة

محافظة الظاهرة  هي سهل شبه صحراوي عماني ينحدر من السفوح الجنوبية لجبال الحجر الغربي في اتجاه صحراء الربع الخالي، وتفصله جبال الكور عن محافظة الداخلية من ناحية الشرق، كما يتصل بصحراء الربع الخالي من ناحية الغرب ومحافظة البريمي شمال غرب. وبمحافظة الوسطى من ناحية الجنوب. وهي منطقة جميلة للسياحة الصحراوية.

## تاريخ المحافظة
كانت محافظة الظاهرة ولا تزال موطنا مشهورا للحضارات والتراث العماني الخالد، وجسرا دائما لطرق القوافل التجارية ومنفذا تجاريا بريا إلى خارج مناطق الحدود ظلت في كثير من البلدان رقما ساقطا في معادلة التنمية والمسؤولين أو القادة في تلك البلدان لا تعنيهم تلك المناطق باعتبارها مواقع لحشود عسكرية أو منافذ خارجية.
في سلطنة عمان لم يكن هذا الرقم ساقطا أبدا بل ظل محفورا في قلوب قادتها وأهلها ومعمورا بسواعد أبنائها والتاريخ يشهد ذلك حيث كانت هذه المنطقة جسرا للعبور البري بين عمان والمنطقة العربية قديما وحديثا وخير دليل على ذلك تسمية إحدى ولايات المنطقة بولاية عبري (من العبور) وهي تضم موقع تراثي وهي (مقابر بات) الذي يقع عند ملتقى الطرق التجارية القديمة وقرية (الغبي).
في هذه المنطقة أيضا يوجد ثاني المواقع التي أدرجتها منطقة اليونسكو ضمن قائمة التراث العالمي في سلطنة عمان بعد «حصن بهلاء» بالمنطقة الداخلية كانت أثار بلدة (بات) في ولاية عبري قد أكدت التواصل التاريخي لمدافن ومستوطنات حضارة (أم النار) التي عرفتها محافظة الظاهرة والمناطق المجاورة لها المعروفة الآن باسم المملكة العربية السعودية ودولة الإمارات العربية المتحدة وربما قطر.
تكمن أهمية موقع (بات) التاريخية التي هي جزء من التراث العالمي في كونه يقع عند ملتقى الطرق التجارية القديمة حيث كانت القوافل تمر بهذا الموقع محملة بالبضائع المتجهه إلى مواقع أخرى سواء داخل عمان أو خارجها كما أثبتت الاكتشافات الأثرية بالمنطقة وجود (طرق برية) ترجع إلى عهود قديمة تمر بولاية البريمي وولاية عبري متجهة نحو ساحل عمان الشمالي عبر وادي الجزي والحواسنة وهي تتصل بقلب الجزيرة العربية.

## جغرافية محافظة
محافظة الظاهرة عبارة عن سهل شبه صحراوي ينحدر من الجنحة الجنوبية للحجر الغربي في اتجاه الربع الخالي ويفصلها عن المنطقة الداخلية (جبل الكور) من الناحية الشرقية وهي تجاور كلا من المملكة العربية السعودية من جانب والإمارات العربية المتحدة من جانب آخر ولكن ماذا في صحراء وسهول محافظة الظاهرة وعند سفوح جبالها.

## حوض المسرات
تم اكتشاف كميات كبيرة من المياه في منطقه الظاهرة حيث أعلن السلطان ذلك أثناء اجتماعه بشيوخ وأعيان محافظة الظاهرة بسيح المسرات حينما قال: أن هذا الاكتشاف جاء ثمرة لجهود كبيرة بذلت في مجال التنقيب عن المياه فزف السلطان بشرى جهود الحكومة لتوفير المياه لقاطني هذه المنطقة وقد اقتضت توجيهات جلالته لوزارة موارد المياه بذل أقصى الجهود للبحث عن مصادر هذه المياه وبالتالي توفيرها لقاطني هذه المنطقة، خاصة وأن الجبال المحاذية للظاهرة التي تتعرض لتساقط الأمطار هي التي تغذي المخزون الجوفي لمحافظة الظاهرة.

## التقسيمات الإدارية
تضم محافظة الظاهرة ثلاث ولايات وهي:
- ولاية عبري
- ولاية ضنك
- ولاية ينقل